# Хэнкок (город, Миннесота)
Хэнкок (англ. Hancock) — город в округе Стивенс, штат Миннесота, США. На площади 2,6 км² (2,6 км² — суша, водоёмов нет), согласно переписи 2002 года, проживают 717 человек. Плотность населения составляет 279,7 чел./км².
- Телефонный код города — 320
- Почтовый индекс — 56244
- FIPS-код города — 27-26936[1]
- GNIS-идентификатор — 0644616[2]